# LY-301,317
LY-301,317 je agonist 5-HT1A receptora. Studije su pokazale da ligandi 5-HT1A receptora modulišu katalepsiju izazvanu antipsihoticima.